# Junkers CL.I
Junkers CL.I (J 10) – niemiecki samolot szturmowy z okresu I wojny światowej.

## Historia

Silnik Mercedes D.IIIa eksponowany w MLP w Krakowie

Został skonstruowany na bazie Junkersa J 8, obok myśliwca D.I (J 9). Był to dolnopłat zbudowany z metalu (duraluminium). Przewidziano dwuosobową obsadę samolotu: pilota oraz tylnego strzelca, obsługującego obrotowy karabin maszynowy. Produkcja rozpoczęła się latem 1918 roku. Część maszyn wyposażono w przekonstruowany i mocniejszy silnik Mercedes D.IIIaü. Nie jest pewne ile dokładnie egzemplarzy zmontowano (przyjmuje się ok. 43 - 44 sztuki). Z tego jedynie ok. 6 zostało dostarczonych na front. Część z nich operowała w krajach nadbałtyckich w 1919. Były cenione za swoją mocną konstrukcję i wytrzymałość metalowego kadłuba na ostrzał i warunki pogodowe (możliwość stacjonowania na lotniskach polowych).
Dodatkowo zbudowano wariant oznaczony jako CLS.I (C3MG), był to wodnosamolot Junkers J 11, napędzany mocniejszymi silnikami BMW lub Benz.
Po wojnie egzemplarze CL.I przebudowano na cywilną wersję J 10. Część używano jako samoloty kurierskie. Przewoziły pasażerów oraz pocztę, np. między Weimarem a Dessau. Doświadczenia zdobyte przy budowie J 10 wykorzystano do skonstruowania modelu J 12, a potem F 13.